# ایوان پترویچ (بازیگر)
ایوان پترویچ (سیریلیک صربی: Иван Петровић؛ ۱ ژانویهٔ ۱۸۹۴ – ۱۸ اکتبر ۱۹۶۲) یک هنرپیشه اهل اتریش-مجارستان بود. وی بین سال‌های ۱۹۱۸ تا ۱۹۶۲ میلادی فعالیت می‌کرد.
از فیلم‌ها یا برنامه‌های تلویزیونی که وی در آن نقش داشته است می‌توان به محاکمه، آسانسوری به سوی قتلگاه و محله لاتن اشاره کرد.